# Jaume Roig

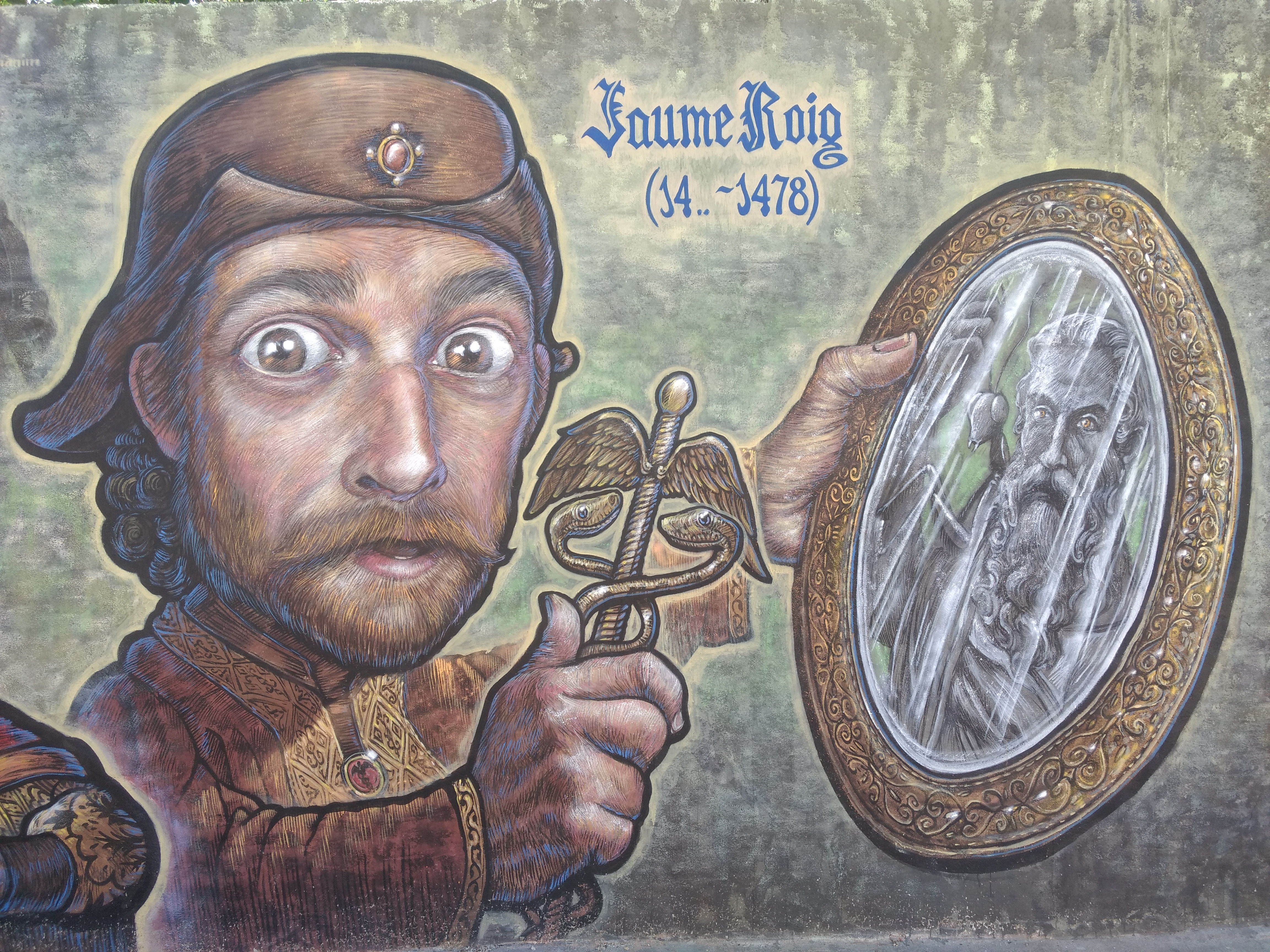

Jaume Roig (* Anfang des 15. Jahrhunderts in Valencia; † April 1478 in Benimàmet) war Arzt in der Stadt Valencia und Verfasser von Espill (Spiegel), einem mittelalterlichen, in katalanischer Sprache geschriebenem Buch.

## Leben
Jaume Roigs Familie war katalanischer Abstammung; er selbst allerdings wurde Anfang des 15. Jahrhunderts schon in Valencia geboren. Sein Urgroßvater war von Mataró nach Valencia umgezogen und dort jurat (Vertreter der Stadt Valencia) geworden. Sein Großvater war Notar, und er befasste sich darüber hinaus mit Politik und Medizin. Jaume Roigs Vater war Mitglied des Gemeinderats von Valencia und Prüfer der Ärzte der Stadt.

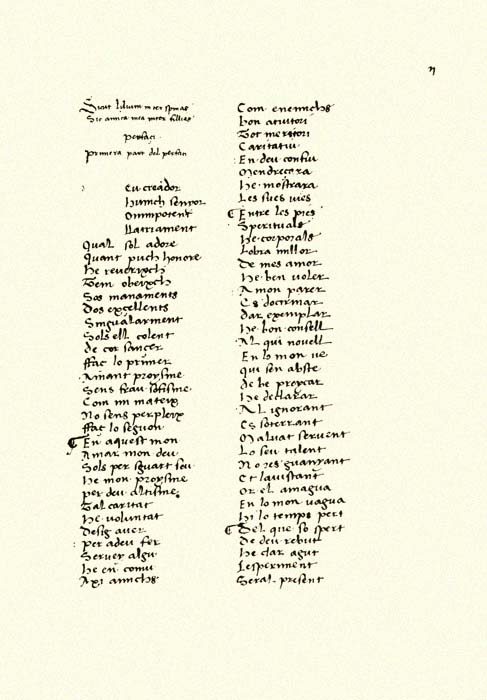
Manuskript von Jaume Roigs Espill

Jaume Roig, Magister der Medizin, hatte wahrscheinlich an der Universität Lleida und an der Universität Paris studiert. Aufgrund des Rufs und der Position seiner Familie wurde er Arzt für die Mitglieder der königlichen Familie, der Regierung der Stadt und der Kirche. Außerdem war er zehn Jahre lang akademischer Prüfer der Ärzte.
Um 1441 heiratete Jaume Roig Isabel Pellicer. Sie hatten sechs Söhne, die ihren Vater überlebten; drei davon wurden Geistliche.
Die Espill richtet sich an den fiktiven Neffen des Autors. Er versucht, ihn zu überzeugen, dass alle Frauen böse seien und dass es besser sei, ihre Gesellschaft mit allen Mitteln zu meiden. Um dies zu illustrieren, liefert Roig viele Beispiele von weltlichen Frauen, die versucht haben, männlichen Pilgern Schaden zuzufügen. Besonders betont Roig seine eigenen (fiktionalen) Erfahrungen nach mehreren Ehen. Einige Gelehrte sind der Ansicht, dass die in diesem Buch zum Ausdruck gebrachte Misogynie nicht unbedingt die Meinung des Verfassers wiedergibt.
Das Buch gilt als Roman, aber es wurde als langes Gedicht mit sehr kurzem Versmaß geschrieben. Es vermittelt einen Eindruck von der Gesellschaft, der Sexualität und der Beziehung zwischen Männern und Frauen im Spätmittelalter.
Henry W. Longfellow sah in Roig neben Ausiàs March und Isabel de Villena einen der drei wichtigsten Autoren der katalanischen Literatur des 15. Jahrhunderts.